# لوئی، دوک اورلئان
لوئی، دوک اورلئان (۴ اوت ۱۷۰۴ – ۴ فوریه ۱۷۵۲) یکی از اعضای خانواده سلطنتی فرانسه، دودمان بوربون بود، و به همین ترتیب در هنگام مرگ پدر، وی اولین شاهزاده خون شد. لوئی که با نام‌های  «لوئی لو پیوس» و همچنین «لوئی ژنوفاین» شناخته می‌شود، شاهزاده‌ای وارسته، خیرخواه و فرهیخته بود که در سیاست آن زمان نقش بسیار کمی داشت.

## زندگی‌نامه

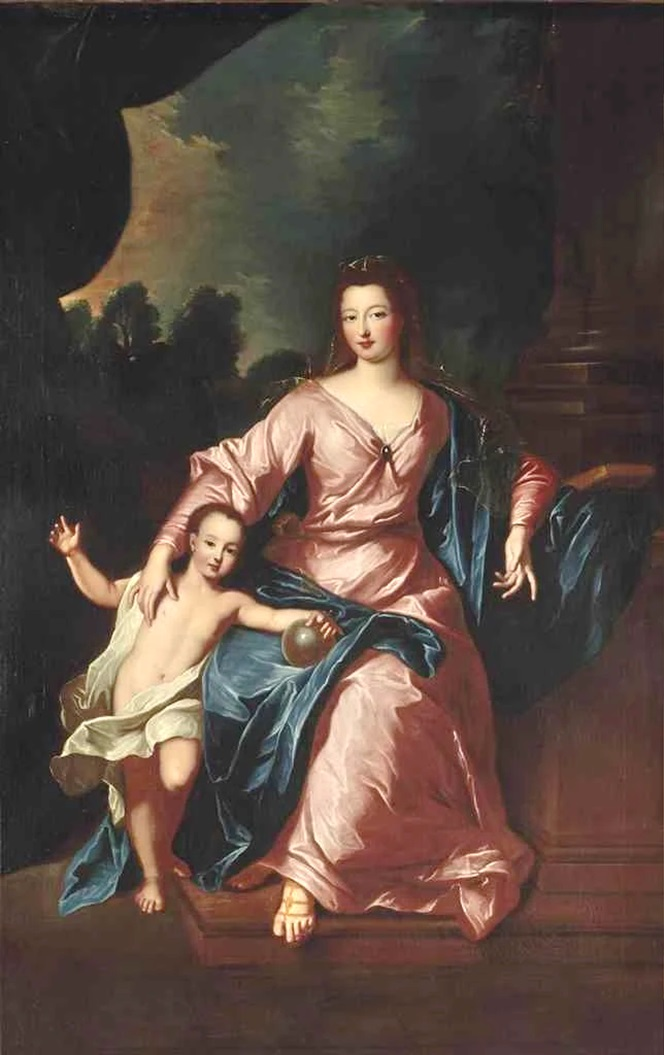
شاهزاده لوئی به همراه مادرش، از پی‌یر گوبرت.

لوئی د اورلئان در کاخ ورسای در سال ۱۷۰۳ از فیلیپ دوم، دوک اورلئان و همسرش فرانسوا ماری دو بوربون، کوچکترین دختر مشروعیت یافته لوئی چهاردهم و معشوقه‌اش مادام دو مونتسپان، به دنیا آمد. وی تنها پسر از میان هشت فرزند فیلیپ دوم بود و در بدو تولد به او دوک شارتر به عنوان وارث ثروت و عناوین اورلئان اعطا شد. پدربزرگ مادری وی، لوئی چهاردهم پادشاه فرانسه، علاوه بر این، کمک هزینه‌ای را که برای اولین شاهزاده خون در نظر گرفته شده بود، به او داد، رتبه‌ای که او هنوز واجد شرایط نبود.
او توسط مادر و مادربزرگ پدری‌اش، الیزابت شارلوت پفالتس و نیکولاس-هوبرت مونگولوت، پسر نامشروع ژان باتیست کولبر دو سنت پوآنژ، پسر عموی ژان باتیست  کولبرت، وزیر لوئی چهاردهم، تربیت شد. او به مادرش بسیار نزدیک بود و این دو تا زمان مرگ مادرش در سال ۱۷۴۹ صمیمی بودند.
لوئی بسیار نزدیک به خواهر کوچکترش لوئیز الیزابت دورلئان بود که قرار بود در سال ۱۷۲۴ به مدت هفت ماه ملکه اسپانیا شود. با این حال او با خواهر بزرگتر خود، شارلوت آگله د اورلئان، همسر فرانچسکو سوم، دوک مدونا، نزدیک نبود. آنها در هنگام مراجعات زیاد وی از مدونا به دربار فرانسه درگیر بودند.

### تصدی
پس از مرگ پدربزرگ مادری‌اش لوئی چهاردهم در سال ۱۷۱۵، پدرش، برادرزاده پادشاه سابق، به عنوان نایب السلطنه کشور برای پادشاه جدید پنج ساله، لوئی پانزدهم، انتخاب شد. دربار به پاریس منتقل شد تا پدرش بتواند به پادشاه جوان در اداره کشگر، کمک کند. لوئی پانزدهم در کاخ تویلری، روبروی پله رویال، خانه خاندان اورلئان در پاریس ساکن شد. در طول سلطنت، اورلئان بلافاصله پس از لوئی پانزدهم و پدرش، نایب السلطنه، به عنوان "سومین شخصیت پادشاهی" شناخته می‌شد.  او به طور رسمی در ۳۰ ژانویه ۱۷۱۸ در Conseil de Régence پذیرفته شد. علیرغم میل پدرش، خانواده اورلئان هرگز نباید نقشی بیش از حد عمومی یا سیاسی در فرانسه ایفا کنند. چند سال بعد او به فرمانداری دوفینه منصوب شد. او مجبور نشد برای انجام وظایف جدید خود به آنجا نقل مکان کند. بعداً استعفا داد. در سال ۱۷۲۰، وی استاد اعظم لژ سنت لازار و اورشلیم شد. در سال ۱۷۲۱، تحت تأثیر پدر، سرهنگ ژنرال اینفانتری نامگذاری شد و تا ۱۷۳۰ این سمت را بر عهده داشت.

## دوک اورلئان

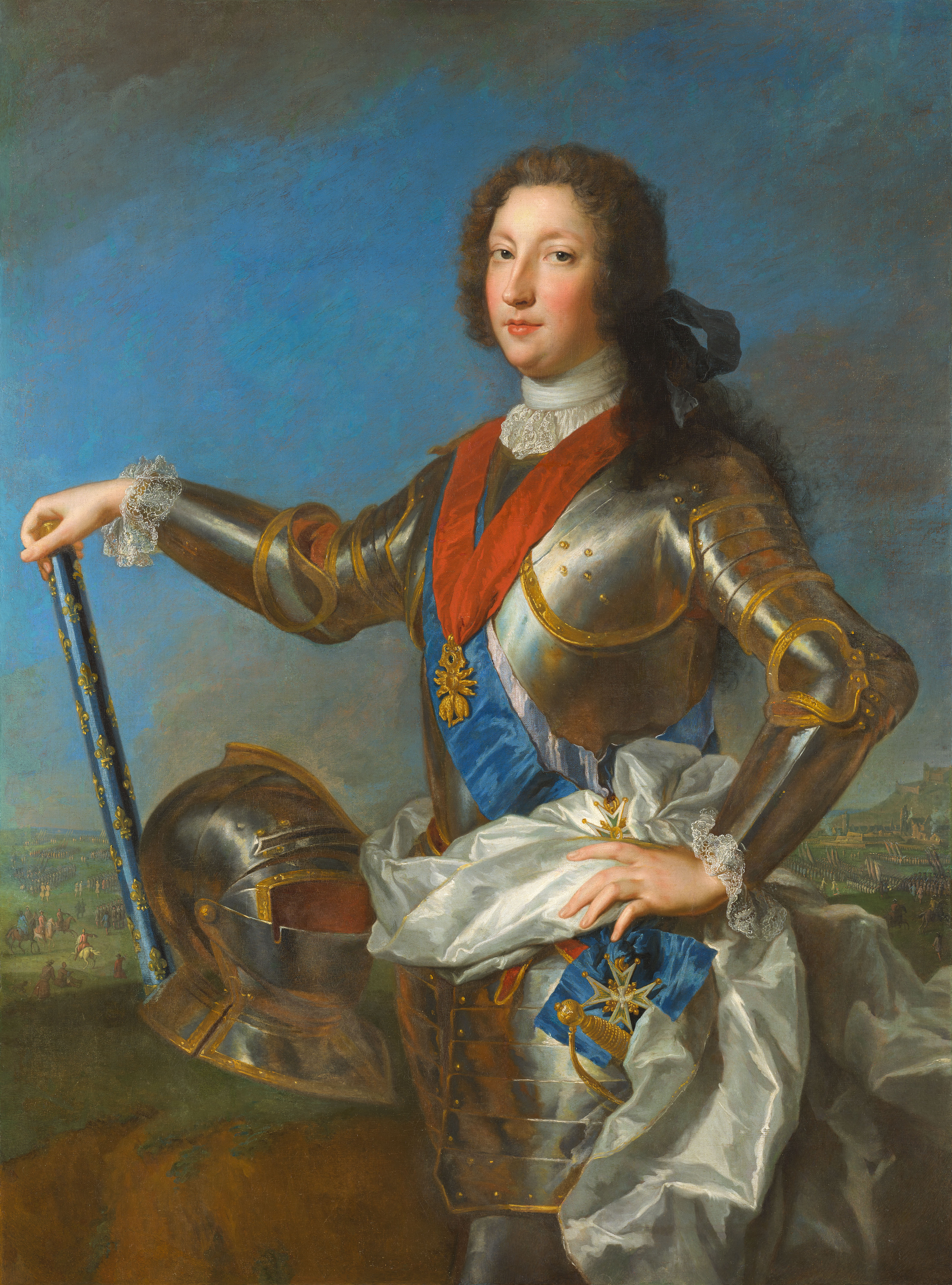
لوئی، دوک اورلئان، اثر الکسیس سایمون بل.

پس از مرگ پدرش در ۲ دسامبر ۱۷۲۳، لوئی بیست ساله عنوان موروثی دوک اورلئان را به عهده گرفت و رئیس خاندان اورلئان شد. او همچنین تا زمان تولد اولین پسر لوئی پانزدهم در سال ۱۷۲۹ در صف جانشینی بعدی تاج و تخت فرانسه بود. این به این دلیل بود که پادشاه فیلیپ پنجم اسپانیا، پسر دوم لوئی، گراند دوفن دوفن فرانسه (۱۶۶۱–۱۷۱۱) و عموی پادشاه جوان، دستیابی به تخت سلطنت اسپانیا در ۱۷۰۰ از حقوق خود و فرزندانش برای سلطنت فرانسه چشم پوشی کرد. اگرچه نایب السلطنه امیدوار بود که پسرش مانند او نقش برجسته‌ای در دولت داشته باشد، پست نخست‌وزیری به پسرعموی بزرگ لوئی، لوئی هنری، دوک بوربون، رسید که نایب السلطنه درگذشت. دوک بوربون که دائماً در تلاش برای تحکیم و حفظ قدرت خود در دربار بود، همیشه به انگیزه‌های لوئی مشکوک بود و اغلب با او مخالف بود.
در سال ۱۷۲۳، خانواده اورلئان به دلیل خصومت او با نخست وزیر سابق، کاردینال دوبوآ، برجسته بودند. اورلئان‌ها همچنین با کلود لو بلان و نیکلاس پروسپر بوین دآنگرویلیه در پست وزیر امور خارجه در امور جنگ کار کردند. خود لوئی از سال ۱۷۲۳ تا ۱۷۳۰ در این سمت کار می‌کرد.

## ازدواج
او که فرزند پنجم و تنها پسر از هشت فرزند بود، با مرگ پدرش هنوز ازدواج نکرده بود. در سال ۱۷۲۱، سفیر فرانسه در روسیه پیشنهاد ازدواج بین او و یکی از دو دختر مجرد پیتر یکم تزار روسیه را داد: دوشس بزرگ آنا پترونا (معروف به تسلط به زبان فرانسه) یا خواهر کوچکترش، دوشس بزرگ یلیزاوتا پترونا. اما ایده ازدواج با یک دوشس بزرگ روسی باید کنار گذاشته می‌شد زیرا به زودی مشکلاتی نسبت به مذهب و ترتیب تقدم به وجود آمد. لوئی تنها نوه پادشاه فرانسه بود و چنین چیزی فقط مستحق رتبه اعلیحضرت بود. با این حال، یک دوشس بزرگ روسیه، به عنوان دختر تزار، مستحق رتبه اعلیحضرت امپراتوری بود.  آنا پترونا بعداً با دوک شلسویگ-هولشتاین-گوتورپ ازدواج کرد.
عروس احتمالی دیگری که برای او در نظر گرفته شد، دخترعموی اولش الیزابت الکساندرین د بوربون بود. او کوچکترین دختر خواهر بزرگ مادرش، لوئیز فرانسوا د بوربون بود. الیزابت الکساندرین همچنین خواهر کوچکتر رقیب اصلی او، دوک بوربون بود.
در سال ۱۷۲۳، یک شاهزاده‌خانم آلمانی پیشنهاد شد. او آگوستا بادن-بادن، دختر لوئی ویلیام، مارگراف بادن-بادن و همسرش سیبیل آگوستا از ساکس-لاونبورگ بود. این ازدواج با موافقت مادرش صورت گرفت و مهریه ناچیز عروس هشتادهزار لیور تعیین شد. ازدواج با نیابت در ۱۸ ژوئن ۱۷۲| در راشتات، در بادن-وورتمبرگ، آلمان، سپس در ۱۳ ژوئیه در شهر ساری (مارن)، در فرانسه، انجام شد. اولین بار در ساری بود که این زوج با هم آشنا شدند. آنها در نگاه اول عاشق شدند. در دربار فرانسه، دوشس جدید اورلئان به نام ژان دو باده شناخته می‌شد.
این زوج دوک دو فرزند داشتند، اما تنها یکی از آنها از دوران نوزادی جان سالم به در برد.

## دوران زندگی شخصی
در ۵ سپتامبر ۱۷۲۵، دربار فرانسه، ازدواج لوئی پانزدهم با پرنسس لهستانی، ماری لزچینسکا را در کاخ فونتن‌بلو جشن گرفت. پیش از این، اورلئان نماینده لوئی پانزدهم در مراسم ازدواج نیابتی بود که در ۱۵ اوت ماه قبل در استراسبورگ برگزار شده بود. 
سال بعد، در ۸ اوت ۱۷۲۶، همسر جوان دوک سه روز پس از تولد فرزند دوم خود، لوئیز ماری، در کاخ سلطنتی پاریس درگذشت. پس از مرگ زودهنگام همسرش، و تا زمان مرگ خودش در سال ۱۷۵۲، لوئی با قوانین سختگیرانه‌ای زندگی کرد.
عمه او، الیزابت شارلوت دو اورلئان، دوشس لورن، دو دخترش الیزابت ترز لورن و پرنسس آن شارلوت از لورن را به عنوان همسران احتمالی لوئی معرفی کرد، اما لوئی کاملاً امتناع کرد.
در سال ۱۷۳۰، کاردینال فلوری زمینه‌های اخراج دوک از سمت سرهنگ کل پیاده‌نظام را، پستی که نه سال در آن مشغول بود، فراهم کرد. پس از آن، اورلئان به‌طور فزاینده‌ای مذهبی شد. در حدود سال ۱۷۴۰، او دستور داد که کشیشی را در پله رویال استخدام شود تا در هنگام بیماری با او بماند. وی بعداً تصمیم به بازنشستگی در Abbaye Sainte-Geneviève de Paris گرفت. از آن زمان، او به عنوان "Louis le Génovéfain" شناخته شد. هنگام بازنشستگی در زندگی خصوصی، اورلئان وقت خود را صرف ترجمه مزامیر و نامه‌های پائولین، محافظت از مردان علم و مدیریت ثروت خود کرد. او مانند پسرعموی خود، دوک پنتیور، به خاطر کارهای خیرخواهانه خود مورد ستایش قرار گرفت. پس از تولد پسرش، اورلئان اغلب درگیر تحصیلات پسرش بود.
پسرش، لوئی فیلیپ دوست داشت با مادام هنریت، دختر دوم لوئی پانزدهم، ازدواج کند، اما لوئی پانزدهم قبول نکرد. پادشاه نمی‌خواست که خاندان اورلئان مانند زمان سلطنت پدر لوئی، یعنی فیلیپ دوم قدرتمند باشد. در سال ۱۷۳۷ از او، به همراه عمه‌اش دوشس بوربون، خواسته شد که پدرخوانده پسر پادشاه لوئی دوفرانس، دوفن فرانسه (۱۷۲۹–۱۷۶۵) باشد.
در ۱۷ دسامبر ۱۷۴۳، پسر اورلئان با لوئیز هنریت د بوربون، دختر لوئی آرماند، شاهزاده کنتی و همسرش، لوئیز الیزابت دو بوربون ازدواج کرد. خانواده‌های کُنده و اورلئان از زمان به دست آوردن درجه اولین شاهزاده خون در سال ۱۷۰۹ با یکدیگر اختلاف داشتند و امید می‌رفت که این ازدواج «سوءتفاهم» آنها را حل کند. اگرچه در ابتدا پرشور بود، اما ازدواج به دلیل فاسق شدن عروس جوان خیلی زود ناخوشایند بود.
لوئی اورلئان شاهد تولد نوه‌هایش لوئی فیلیپ دوم (۱۷۴۷–۱۷۹۳) و باتیلد اورلئان (۱۷۵۰–۱۸۲۲) بود که در جریان انقلاب فرانسه در سال ۱۷۸۹ به ترتیب با نام‌های «فیلیپ اگالیته» و «سیتوین وریته» شناخته می‌شدند. او به دلیل رفتار مفتضحانه مادرشان از اعتراف به حقانیت نوه‌هایش خودداری کرد.
در سال ۱۷۴۹، مادرش درگذشت. او به زودی در سال ۱۷۵۲ در سن چهل و هشت سالگی در Abbaye de Sainte Geneviève در حالی که بیشتر عقل خود را از دست داده بود درگذشت. در بستر مرگ، به دلیل مشکوک شدن به دیدگاه‌های یانسنیستی، اسقف کلیسای سنت اتین دومون از عشای ربانی او امتناع کرد، اما آخرین آداب و رسوم توسط کشیش شخصی خودش به او داده شد. لوئی دو اورلئان از تمام خواهر و برادرهایش به غیر از شارلوت آگله، دوشس مودنا و رجیو بیشتر زندگی کرده بود.
وی را در وال د گروس پاریس به خاک سپردند.

## میراث
لوئی به عنوان یک مرد بسیار نیکوکار مورد تحسین قرار گرفت. در ورسای، کالج اورلئان که اکنون ویران شده است، به دلیل حمایت سخاوتمندانه وی از ساخت و ساز کالج، به نام او نامگذاری شد. او همچنین باغ‌های پله رویال و همچنین اقامتگاه روستایی اورلئان، قلعه سنت کلود (حدود ۱۷۳۵) را بازسازی کرد. لوئی همچنین به خاطر کمکهای مالی سخاوتمندانه به قربانیان سیل لوآر در سال ۱۷۳۱ و دوباره در سال ۱۷۴۰ مورد ستایش قرار گرفت.